# Gran Premio del Giappone 1987
Il Gran Premio del Giappone 1987 è stato il 451º Gran Premio di Formula 1 della storia, corso il 1º novembre 1987 al Circuito di Suzuka, di proprietà della Honda. Fu la quindicesima e penultima gara del Campionato Mondiale di Formula 1 1987.

## Prima della gara
- La AGS sostituì Pascal Fabre con il brasiliano Roberto Moreno.

## Qualifiche
| Pos | No | Pilota             | Costruttore              | Tempo    | Distacco |
| --- | -- | ------------------ | ------------------------ | -------- | -------- |
| 1   | 28 | Gerhard Berger     | Ferrari                  | 1'40"042 |          |
| 2   | 1  | Alain Prost        | McLaren - TAG Porsche    | 1'40"652 | +0"610   |
| 3   | 20 | Thierry Boutsen    | Benetton - Ford          | 1'40"850 | +0"808   |
| 4   | 27 | Michele Alboreto   | Ferrari                  | 1'40"984 | +0"942   |
| 5   | 6  | Nelson Piquet      | Williams - Honda         | 1'41"144 | +1"102   |
| 6   | 19 | Teo Fabi           | Benetton - Ford          | 1'41"679 | +1"637   |
| 7   | 11 | Ayrton Senna       | Lotus - Honda            | 1'42"723 | +2"681   |
| 8   | 7  | Riccardo Patrese   | Brabham - BMW            | 1'43"304 | +3"262   |
| 9   | 2  | Stefan Johansson   | McLaren - TAG Porsche    | 1'43"371 | +3"329   |
| 10  | 8  | Andrea De Cesaris  | Brabham - BMW            | 1'43"618 | +3"576   |
| 11  | 12 | Satoru Nakajima    | Lotus - Honda            | 1'43"685 | +3"643   |
| 12  | 18 | Eddie Cheever      | Arrows - Megatron        | 1'44"276 | +4"235   |
| 13  | 17 | Derek Warwick      | Arrows - Megatron        | 1'44"626 | +4"584   |
| 14  | 24 | Alessandro Nannini | Minardi - Motori Moderni | 1'45"612 | +5"570   |
| 15  | 9  | Martin Brundle     | Zakspeed                 | 1'46"023 | +5"981   |
| 16  | 10 | Christian Danner   | Zakspeed                 | 1'46"116 | +6"074   |
| 17  | 25 | René Arnoux        | Ligier - Megatron        | 1'46"200 | +6"158   |
| 18  | 30 | Philippe Alliot    | Lola Larrousse - Ford    | 1'47"395 | +7"353   |
| 19  | 3  | Jonathan Palmer    | Tyrrell - Ford           | 1'47"775 | +7"733   |
| 20  | 16 | Ivan Capelli       | March - Ford             | 1'48"212 | +8"170   |
| 21  | 23 | Adrián Campos      | Minardi - Motori Moderni | 1'48"337 | +8"295   |
| 22  | 29 | Yannick Dalmas     | Lola Larrousse - Ford    | 1"48"887 | +8"845   |
| 23  | 21 | Alex Caffi         | Osella - Alfa Romeo      | 1'49"017 | +8"975   |
| 24  | 26 | Piercarlo Ghinzani | Ligier - Megatron        | 1'49"641 | +9"599   |
| 25  | 4  | Philippe Streiff   | Tyrrell - Ford           | 1'49"741 | +9"699   |
| 26  | 14 | Roberto Moreno     | AGS - Ford               | 1'50"212 | +10"170  |

## Gara
Dopo 10 anni la Formula 1 ritornò in Giappone, sul circuito di Suzuka, di proprietà della Honda. La casa giapponese, che sperava di vedere sul tracciato di casa una battaglia fra i due piloti della Williams da essa motorizzati in lotta per il mondiale, fu delusa poiché Nigel Mansell ebbe un gravissimo incidente nelle prove libere. L'inglese andò a sbattere fortemente e riportò molte contusioni alla spina dorsale, e questo gli impedì di correre i successivi Gran Premi. Dopo aver passato il resto del venerdì in ospedale, Mansell fece ritorno in Inghilterra. Per questo, Nelson Piquet divenne ufficialmente campione del mondo per la terza e ultima volta nella sua carriera, con due gare d'anticipo.
Con Piquet che non aveva più motivo di spingere, fu Gerhard Berger a conquistare la pole position con la Ferrari, a conferma del fatto che nella seconda parte della stagione la scuderia di Maranello era migliorata a tal punto da essere, in qualifica, seconda solo alla Williams. Dietro all'austriaco si piazzarono Alain Prost su McLaren, Thierry Boutsen su Benetton e Michele Alboreto sull'altra Ferrari. Al quinto posto il neo-campione Piquet davanti a Teo Fabi (Benetton) e Ayrton Senna (Lotus).
La gara fu relativamente calma, con Berger che mantenne la leadership e dominò la corsa su una Ferrari finalmente migliorata anche sotto l'aspetto dell'affidabilità. Boutsen, dopo una buona partenza con cui si era issato in seconda posizione, si fece passare in sequenza da Senna, Piquet e Johansson. La gara di Piquet terminò con una rottura del motore a cinque giri dalla fine, che non gli impedì di festeggiare il trionfo nel mondiale. Dietro il dominatore Berger si piazzarono dunque nell'ordine Senna, Johansson, Alboreto, Boutsen e l'idolo di casa Satoru Nakajima. Per il pilota austriaco è la seconda vittoria in carriera, mentre per la casa di Maranello si tratta di un ritorno al successo per la prima volta dopo il Gran Premio di Germania 1985.
| Pos    | N° | Pilota             | Costruttore              | Giri | Tempo/Ritiro       | Partenza | Punti |
| ------ | -- | ------------------ | ------------------------ | ---- | ------------------ | -------- | ----- |
| 1      | 28 | Gerhard Berger     | Ferrari                  | 51   | 1:32:58.072        | 1        | 9     |
| 2      | 12 | Ayrton Senna       | Lotus - Honda            | 51   | + 17.384           | 7        | 6     |
| 3      | 2  | Stefan Johansson   | McLaren - TAG Porsche    | 51   | + 17.694           | 9        | 4     |
| 4      | 27 | Michele Alboreto   | Ferrari                  | 51   | + 1:20.441         | 4        | 3     |
| 5      | 20 | Thierry Boutsen    | Benetton - Ford          | 51   | + 1:25.576         | 3        | 2     |
| 6      | 11 | Satoru Nakajima    | Lotus - Honda            | 51   | + 1:36.479         | 11       | 1     |
| 7      | 1  | Alain Prost        | McLaren - TAG Porsche    | 50   | + 1 Giro           | 2        |       |
| 8 (1)  | 3  | Jonathan Palmer    | Tyrrell - Ford           | 50   | + 1 Giro           | 19       |       |
| 9      | 18 | Eddie Cheever      | Arrows - Megatron        | 50   | Fine carburante    | 12       |       |
| 10     | 17 | Derek Warwick      | Arrows - Megatron        | 50   | + 1 Giro           | 13       |       |
| 11     | 7  | Riccardo Patrese   | Brabham - BMW            | 49   | + 2 Giri           | 8        |       |
| 12 (2) | 4  | Philippe Streiff   | Tyrrell - Ford           | 49   | + 2 Giri           | 25       |       |
| 13     | 26 | Piercarlo Ghinzani | Ligier - Megatron        | 48   | + 3 Giri           | 24       |       |
| 14 (3) | 29 | Yannick Dalmas     | Lola Larrousse - Ford    | 47   | + 4 Giri           | 22       |       |
| 15     | 6  | Nelson Piquet      | Williams - Honda         | 46   | Motore             | 5        |       |
| Rit    | 25 | René Arnoux        | Ligier - Megatron        | 44   | Fine carburante    | 17       |       |
| Rit    | 21 | Alex Caffi         | Osella - Alfa Romeo      | 43   | Fine carburante    | 23       |       |
| Rit    | 14 | Roberto Moreno     | AGS - Ford               | 38   | Problemi elettrici | 26       |       |
| Rit    | 24 | Alessandro Nannini | Minardi - Motori Moderni | 35   | Motore             | 14       |       |
| Rit    | 9  | Martin Brundle     | Zakspeed                 | 32   | Motore             | 15       |       |
| Rit    | 8  | Andrea De Cesaris  | Brabham - BMW            | 26   | Motore             | 10       |       |
| Rit    | 19 | Teo Fabi           | Benetton - Ford          | 16   | Motore             | 6        |       |
| Rit    | 10 | Christian Danner   | Zakspeed                 | 13   | Motore             | 16       |       |
| Rit    | 16 | Ivan Capelli       | March - Ford             | 13   | Incidente          | 20       |       |
| Rit    | 23 | Adrián Campos      | Minardi - Motori Moderni | 2    | Motore             | 21       |       |
| Rit    | 30 | Philippe Alliot    | Lola Larrousse - Ford    | 0    | Incidente          | 18       |       |
| NP     | 5  | Nigel Mansell      | Williams - Honda         | 0    | Non Partito*       |          |       |

Tra parentesi le posizioni valide per il Jim Clark Trophy, per le monoposto con motori N/A

* Nigel Mansell non prese parte alla gara a causa delle conseguenze riportate dopo l'incidente nel primo turno di qualifiche.

## Classifiche

### Piloti
| Pos | Pilota            | Punti   |
| --- | ----------------- | ------- |
| 1   | Nelson Piquet     | 73 (76) |
| 2   | Nigel Mansell     | 61      |
| 3   | Ayrton Senna      | 57      |
| 4   | Alain Prost       | 46      |
| 5   | Stefan Johansson  | 30      |
| 6   | Gerhard Berger    | 27      |
| 7   | Thierry Boutsen   | 12      |
|     | Teo Fabi          | 12      |
| 9   | Michele Alboreto  | 11      |
| 10  | Eddie Cheever     | 8       |
| 11  | Satoru Nakajima   | 7       |
| 12  | Riccardo Patrese  | 6       |
| 13  | Andrea De Cesaris | 4       |
|     | Jonathan Palmer   | 4       |
|     | Philippe Streiff  | 4       |
| 16  | Derek Warwick     | 3       |
|     | Philippe Alliot   | 3       |
| 18  | Martin Brundle    | 2       |
| 19  | René Arnoux       | 1       |
|     | Ivan Capelli      | 1       |

### Costruttori
| Pos | Team                  | Punti |
| --- | --------------------- | ----- |
| 1   | Williams - Honda      | 137   |
| 2   | McLaren - TAG Porsche | 76    |
| 3   | Lotus - Honda         | 64    |
| 4   | Ferrari               | 38    |
| 5   | Benetton - Ford       | 24    |
| 6   | Arrows - Megatron     | 11    |
| 7   | Brabham - BMW         | 10    |
| 8   | Tyrrell - Ford        | 8     |
| 9   | Lola Larrousse - Ford | 3     |
| 10  | Zakspeed              | 2     |
| 11  | Ligier - Megatron     | 1     |
|     | March - Ford          | 1     |

### Trofeo Jim Clark
| Pos | Pilota           | Punti |
| --- | ---------------- | ----- |
| 1   | Jonathan Palmer  | 86    |
| 2   | Philippe Streiff | 74    |
| 3   | Philippe Alliot  | 43    |
| 4   | Ivan Capelli     | 38    |
| 5   | Pascal Fabre     | 35    |

### Trofeo Colin Chapman
| Pos | Team           | Punti |
| --- | -------------- | ----- |
| 1   | Tyrrell-Ford   | 160   |
| 2   | Larrousse-Ford | 43    |
| 3   | March-Ford     | 38    |
| 4   | AGS-Ford       | 35    |